# Jürgen Andrees

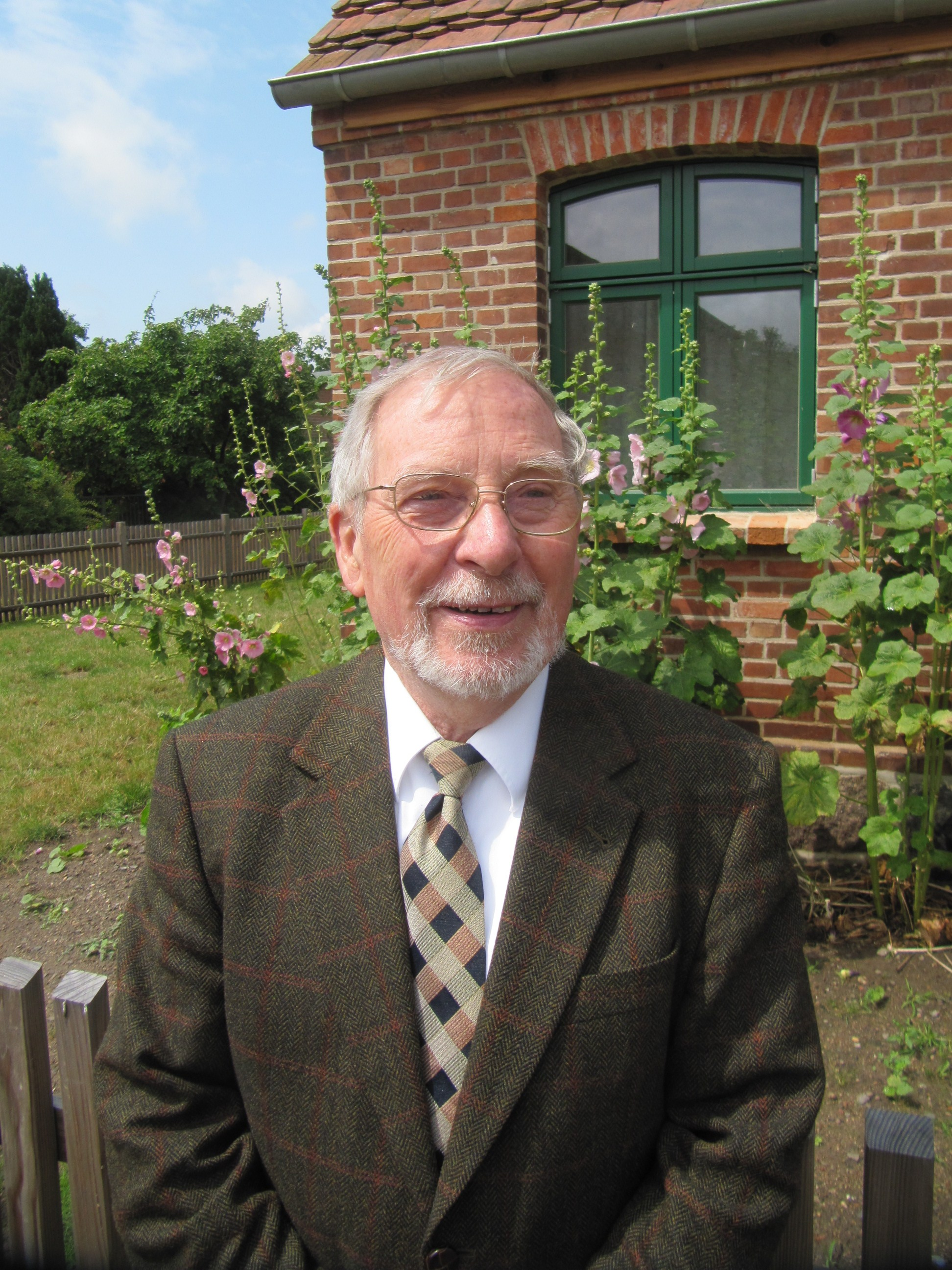
Jürgen Andrees in Wangelin (2015)

Jürgen Gerhard Friedrich Andrees (* 28. Januar 1935 in Plau am See) ist ein deutscher Wirtschaftsingenieur und Politiker.

## Leben
Andrees ist Sohn eines Malermeisters. Der Maler und Objektkünstler Gerhard Andrées ist sein jüngerer Bruder. Nach dem Abitur an der Oberschule Parchim 1954 trat Jürgen Andrées als Anwärter für den gehobenen Verwaltungsdienst (A-Dienst) in den Dienst der Deutschen Reichsbahn. 1960 nahm er ein Fernstudium an der Hochschule für Verkehrswesen „Friedrich List“ in Dresden auf, das er 1966 als Diplom-Ingenieurökonom abschloss. Am 1. Oktober 1966 wurde er zum Reichsbahn-Oberinspektor befördert. Von 1967 bis 1969 absolvierte er ein postgraduales Studium an der Universität Rostock zur Anwendung der Mathematik in der Ökonomie. Bis 1966 war er Mitarbeiter der Abteilung Güterverkehr in der Reichsbahndirektion Schwerin. Danach arbeitete er als Programmierer und Problemanalytiker im Leitzentrum für Anwendungsforschung der Vereinigung Volkseigener Betriebe Maschinelles Rechnen und VEB Maschinelles Rechnen Schwerin. Am 21. Januar 1976 wurde er im Bereich der VVB Maschinelles Rechnen als Dozent für das Lehrgebiet Einheitliches System Elektronischer Rechentechnik berufen. Bis 1995 war er Mitglied des Aufsichtsrates im Datenverarbeitungszentrum Schwerin. Seit 1998 lebt der Vater zweier erwachsener Kinder mit seiner Frau im Ruhestand in seiner Geburtsstadt Plau am See. Die Tochter, Christiane Hochbaum, geb. Andrees, arbeitet als Malerin, VHS-Dozentin und freie Restauratorin in Berlin. Der Sohn, Jörg Uwe Andrees, ist Musiklehrer und Fachbereichsleiter im Schweriner Konservatorium und als Dozent der Hochschule für Musik und Theater Rostock tätig.
Andrees war mehrere Jahre Kirchenältester der Pfarrkirche St. Marien (Plau am See).

### Politik
Andrees trat 1981 der Christlich-Demokratischen Union Deutschlands (DDR) bei. Seit der Deutschen Wiedervereinigung ist er Mitglied der gesamtdeutschen CDU. Er erhielt bei der ersten Landratswahl im Landkreis Lübz am 6. Juni 1990 das Wählervertrauen und wurde als Landrat vereidigt. Dieses Amt übte er bis zur Auflösung des Landkreises Lübz am 12. Juni 1994 aus. Von 1990 bis 1995 war Andrees Mitglied im Vorstand des Landkreistages Mecklenburg-Vorpommern. Für die CDU war Andrees von 1994 bis 1998 Mitglied des Landtags von Mecklenburg-Vorpommern und dort stellvertretender Vorsitzender der CDU-Fraktion, Mitglied des Umweltausschusses, des Wirtschaftsausschusses und verkehrspolitischer Sprecher. Anschließend war er von 1999 bis 2009 Abgeordneter im Kreistag des Landkreises Parchim und als solcher Vorsitzender des Rechnungsprüfungsausschusses, parallel dazu auch Vorsitzender, bzw. stellvertretender Vorsitzender des Aufsichtsrates der Reisedienst Parchim GmbH.
Über die Landespolitik hinaus engagierte er sich von 1999 bis 2004 als Mitglied der Stadtvertretung und Vorsitzender des Finanzausschusses in der Kommunalpolitik seiner Heimatstadt Plau am See. Mit seinen Kollegen Gert Schultz vom Landkreis Müritz und Christian Beckmann vom Landkreis Güstrow vereinbarte er die finanzielle Sicherung des entstehenden Naturparks Nossentiner/Schwinzer Heide. Jeder Kreis steuerte jährlich 30.000 Deutsche Mark bei. Mit Plaus Bürgermeister Axel Tohtz ermöglichte er Rüdiger Hurrle den Bau des Fachkrankenhauses und Rehazentrums in Quetzin. 
Zu seinem Abschied aus der aktiven Kommunalpolitik durfte sich Andrees als besondere Auszeichnung am 7. Juli 2004 in das Goldene Buch der Stadt Plau am See eintragen.